# هایدیومینیوم

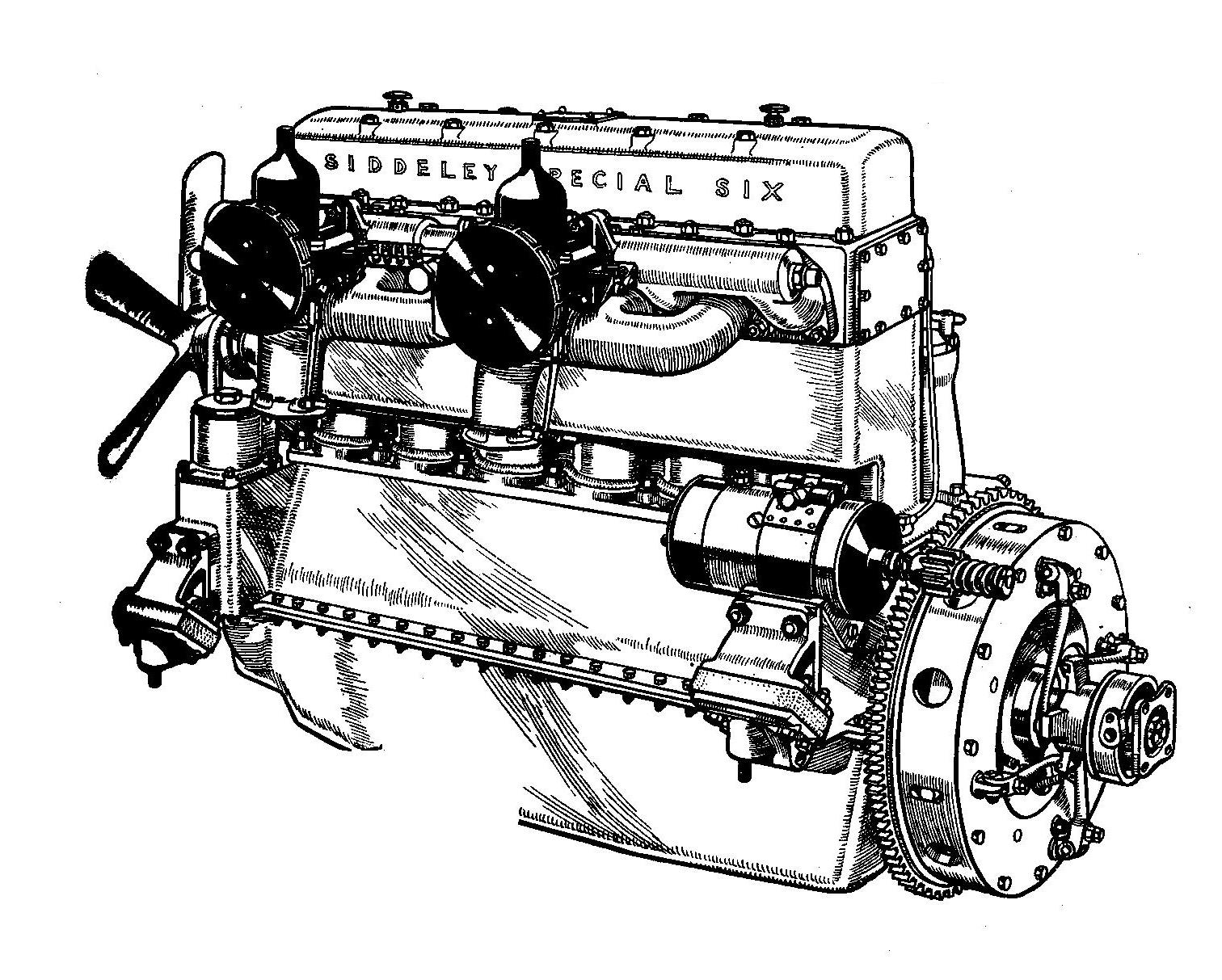
موتور شش سیلندر، 5 لیتری، تمام از جنس هایدومینیوم مخصوص کمپانی آرمسترانگ سیدلی

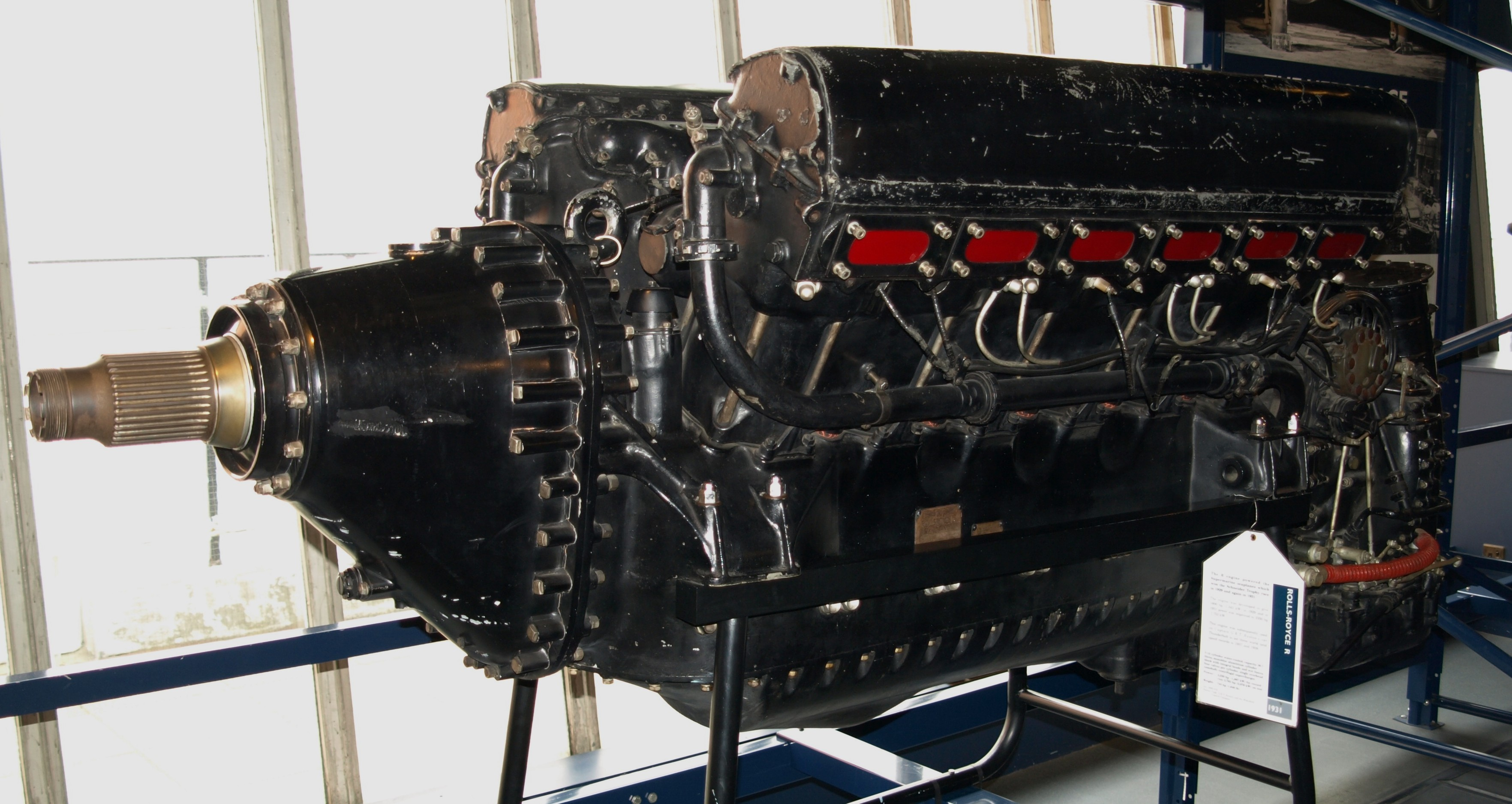
یک موتور رولز رویس R

آلیاژهای Hiduminium یا آلیاژهای RR مجموعه ای از آلیاژهای آلومینیوم با مقاومت بالا برای کاربردهای دما بالا هستند که برای ساخت هواپیما توسط شرکت RR") Rolls-Royce") قبل از جنگ جهانی دوم تولید شدند. سپس توسط کمپانی High duty alloys توسعه یافتند. نام Hi-Du-Minium از High Duty Aluminium مشتق گرفته شده است.
اولین نسل این آلیاژهای هایدیومینیوم ' R.R.50' نامیده می‎شدند. این آلیاژ برای اولین بار برای ساخت پیستون خودروهای مسابقات اتومبیلرانی توسعه داده شدند  و چندی بعد برای موتور هواپیما استفاده شد. این یک آلیاژ وای (Y) توسعه یافته بود که نخستین آلیاژ آلومینیوم سبک حاوی نیکل بود . این آلیاژها یکی از سه گروه اصلی از آلیاژهای آلومینیوم با استحکام بالا هستند. آلیاژهای نیکل آلومینیوم از این مزیت برخوردار هستند که در دماهای بالا استحکام خود را حفظ می کنند و این ویژگی باعث می‎شود که آنها مخصوصاً برای استفاده در پیستون مفید باشند. 

## ابتدای تولید
این آلیاژها تا سال 1929 به صورت محدود در هواپیماها مورد استفاده مورد استفاده قرار می گرفتند و در موتور Rolls-Royce R که در مسابقات دریانوردی جایزه اشنایدر عملکرد خوبی داشت، بود استفاده می شد. آنها به سرعت توسط تولید کنندگان دیگر مورد استفاده قرار گرفتند، در سال 1931 توسط ABC برای موتور هورنت خود استفاده شد. از آلیاژ R.R.50 در ساخت کارتر و R.R.53 برای ساخت پیستونها استفاده شد.
اولین تولید انبوه از این آلیاژها در ساخت اتومبیل سالنی ویژه آرمسترانگ سیدلی در سال 1933 بود. آرمسترانگ سییدلی پیش از این در صنعت آلیاژسازی سرمایه گذاری مالی کرده بود وقتی که در کار تجارت موتورهای هوایی بود.
مزایای این آلیاژها در سراسر جهان به اثبات رسیده است. هنگامی که 576 عدد پیستون از جنس آلیاژ هایدیومینیوم R.R.59 برای پروازی که مارشال بالبو بر روی اقیانوس اطلس داشت، مورد استفاده قرار گرفت،  کمپانی High Duty Alloys از این رویداد برای استفاده در تبلیغات خود بهره گرفت.

## شرکت High Duty Alloys
شرکت High Duty Alloys در جاده فارنهام شهر اسلاو انگلستان،  توسط سرهنگ چارلز دیوروکس در سال 1927 تاسیس شد.
این شرکت از میان ویرانه های باقی مانده از زمان جنگ جهانی اول شرکت پیتر هوکر که سازنده موتور هواپیما بود، سر برآورد. شرکت هوکر همچنین موتور گنوم را می ساختند. آنها در ساخت آلیاژ وای متخصص شده بودند. کاهش تقاضا پس از جنگ و عرضه فراوان موتورهای مازاد باقی مانده از زمان جنگ، عرصه را برای سازندگان موتور و قطعه سازها سخت کرده بود. کمپانی BSA شرکت هوکر را در ابتدای سال 1920 خریداری نمود و پس از بررسی جوانب تصمیم گرفت هوکر را منحل کند. چند سال پس از انحلال این شرکت، تولید محصولات شرکت هوکر در اواخر سال 1927 با فروش کارگاه های آن پایان پذیرفت.
در آن زمان پروژه بزرگی برای ساخت چندین هزاران پیستون برای ساخت موتور هواگرد آرمسترانگ سیدلایی جگوار دریافت شد. آرمسترانگ سیدلی هیچ جایگزین مناسب دیگری برای ساخت این پیستون ها نداشت، بنابراین سرهنگ دیوروکس پیشنهاد کرد برای تکمیل این پروژه یک شرکت جدید را راه اندازی کند. جان سییدلی برای خرید مجدد تجهیزات لازم و استخدام مجدد برخی از کارمندان از هوکر ، این پول را وام داد. آنجا که ساختمان ها قبلاً فروخته شده بودند ، شرکت جدید در مکان دیگری در شهر اسلاو تاسیس شد.
تقاضا از رولز رویس بعدها منجر به گسترش کارخانه در ردیچ شد . این مواد برای ساخت هواپیما تا حدی حیاتی بودند که پس از شروع جنگ جهانی دوم کارخانه ای مخفی در منطقه ای خارج از شهر کامبرلند(در حال حاضر کامبریا )، در نزدیکی شهر وهیتهاون تاسیس شد .
علاوه بر تولید شمش از آلیاژ خام ، تولیدات کارخانه شامل محصولات آهنگری یا ریخته گری نیز بود. ماشین‌کاری نهایی تحت نظر مشتری انجام می شد. هایدیومینیوم آنقدر موفق بود که در طول جنگ جهانی دوم توسط همه سازندگان اصلی موتور وسایل نقلیه هوایی انگلیستان مورد استفاده قرار گرفت.
در سال 1934 ، شرکت لوله سازی رینولدز با استفاده از آلیاژ R.R.56 که توسط شرکت High Duty Alloys تولید شده بود، شروع به تولید سازه های اکسترود شده برای ساخت بدنه هواپیما نمود. بنابراین برای عملی کردن هدف جدیدشان یک کارخانه در منطقه تیزلی واقع در شهر بیرمنگام ساخته شد . در زمان پس از جنگ، شرکت رینولدز که قبلاً به دلیل ساخت لوله های فولادی بدنه دوچرخه شناخته شده بود، تصمیم گرفت با تولید ترمز و میل لنگ دوچرخه از جنس آلیاژ هایدیومینیوم، برای خود در بازار پس از جنگ جایی باز کند.
پروانه و محفظه کمپرسور موتور جت Power Jets WU به ترتیب از RR.56 و RR.55 ساخته شده بود. در مدلهای بعدی Power Jets W.1 ، آلیاژ سازنده کمپرسور به RR.59 تغییر یافته است. در سال 1943 د هویلند گوبلین، اولین موتور جت ساخت انگلستان که در حجم انبوه تولید شده بود، در حال توسعه بود. کمپرسور گریز از مرکز این موتور یک قطعه 500 پوندی فورج شده از آلیاژ RR.50 بود که جرم آن پس از ماشین‌کاری به 109 پوند کاهش یافت. ابعاد این قطعه فورج شده به حدی بزرگ بود که نرخ سرد شدن در مرکز آن بر خصوصیات متالورژیکی آلیاژ تأثیر می گذاشت. دیوروکس توصیه کرد که مقدار سیلیکون آلیاژ را به زیر 0.25٪ کاهش یاید و این آلیاژ R.R.50 کم سیلیکون در تولید گوبلین استفاده شد.
تعداد 1600 مشعل برای بازیهای المپیک لندن 1948 توسط این شرکت به روش ریخته گری ساخته شد.

## ترکیب آلیاژ
آلیاژهای دیورآلومین به عنوان آلیاژهای استحکام بالای آلومینیوم شناخته شده بودند. خصوصیت آلیاژ وای توانایی آن در حفظ استحکام در دماهای بالا بود. آلیاژهای R.R توسط هال و بردبری در شرکت رولز رویس توسعه داده شدند. برای کنترل خصوصیات فیزیکی و مکانیکی این آلیاژها از یک سری فرایندهای عملیات حرارتی چند مرحله ای استفاده شد.
ترکیب شیمیایی آلیاژ Y به طور معمول شامل 4% مس و 2% نیکل است. آلیاژهای .R.R دارای 2% مس، 1% نیکل و 1% آهن است.
ترکیب نمونه: 
| R.R.56     |                     |
| ---------- | ------------------- |
| نقطه ذوب   | 635 درجه سانتی گراد |
| چگالی      | 2.75                |
| ترکیب بندی |                     |
| آلومینیوم  | 93.7٪               |
| مس         | 2.0٪                |
| اهن        | 1.4٪                |
| نیکل       | 1.3٪                |
| منیزیم     | 0.8٪                |
| سیلیکون    | 0.7٪                |
| تیتانیوم   | 0.1٪                |

### عملیات حرارتی
مانند بسیاری از آلیاژهای آلومینیوم دیگر، آلیاژ Y به‌طور خودبخود در دمای معمولی پس از عملیات حرارتی حل سازی پیر سخت می‌شود. اما آلیاژهای .R.R پس از این عملیات همچنان نرم باقی می‌مانند و برای پیر سخت شدن باید دوباره تحت عملیات حرارتی رسوبی قرار گیرند. این ویژگی باعث می‌شود که ماشین‌کاری آنها در حالت نرم آسان شود. در آلیاژ R.R.56 عملیات حرارتی محلول سازی در دمای ۵۳۰ درجه سانتی گراد انجام می‌گیرد و سپس، از این دما کوئنچ و سپس عملیات حرارتی رسوبی در دمای ۱۷۵ درجه سانتی گراد انجام می‌شود. در آلیاژ R.R.50 عملیات حرارتی محلول سازی ممکن است حذف شود و آلیاژ مستقیماً در دمای بین ۱۷۰–۱۵۵ درجه سانتی گراد تحت عملیات حرارتی رسوب سختی قرار گیرد.
پس از عملیات حرارتی محلول سازی، استحکام کششی آلیاژ افزایش می‌یابد، اما مدول یانگ آن کاهش می‌یابد. مرحله دوم عملیات پیرسازی مصنوعی استحکام را کمی افزایش می‌دهد، ولی مدول یانگ را به حالت اول بازمی‌گرداند یا حتی افزایش می‌دهد.
| R.R.53 B, ریخته‌گری تبریدی              |                        |      |
|                                        | تنش حداکثر Tons/sq in. | کرنش |
| -------------------------------------- | ---------------------- | ---- |
| ریختگی                                 | ۱۴                     | ۳٪   |
| عملیات حرارتی محلول‌سازی                | ۲۲                     | ۶٪   |
| عملیات حرارتی حل سازی و پیرسازی مصنوعی | ۲۶                     | ۳٪   |

| ترکیب، R.R.53 B | ترکیب، R.R.53 B |
| --------------- | --------------- |
| آلومینیوم       | ۹۲٫۸٪           |
| مس              | ۲٫۵٪            |
| نیکل            | ۱٫۵٪            |
| آهن             | ۱٫۲٪            |
| سیلیکون         | ۱٫۲٪            |
| منیزیم          | ۰٫۸٪            |

## دامنه آلیاژ
طیف وسیعی از آلیاژها در محدوده R.R.50 تولید شد. این سری از آلیاژها را می‎توان با استفاده از روش ریخته گری یا فورج به شکل مطلوب درآورد، اما این آلیاژها برای کارهایی مانند نورد یا ماشین‌کاری معمولی مطلوب نیستند. 
| R.R 50 | آلیاژ ریخته گری ماسه ای برای مصارف عمومی                                |                                                                |
| R.R 53 | آلیاژ پیستون دایکست شده                                                 | محتوای سیلیکون اضافی ، برای بهبود جریان هنگام ریخته گری ماشینی |
| R.R 56 | آلیاژ فورج شده                                                          |                                                                |
| R.R 58 | آلیاژ فورج شده مقاوم در برابر خزش برای برای استفاده در پروانه و کمپرسور |                                                                |
| R.R 59 | آلیاژ پیستون فورج شده                                                   |                                                                |

طیف گسترده ای از آلیاژ برای کاربردهای گوناگون توسعه یافته است. در نمایشگاه هوایی پاریس در سال 1953، کمپانی High duty Alloys تعداد هشت نوع از آلیاژ های مختلف هایدیومینیوم .R.R را در معرض عموم قرار داد که شامل 20، 50، 56، 58، 66، 77، 80 و بود. هم چنین کمپرسور توربین‎های گازی و پره‎های توربین از جنس هایدیومینیوم را در نمایشگاه عرضه کرد.
R.R.58 که با نام آلومینیوم 2618 نیز شناخته می شود شامل 93.5% آلومینیوم، 2.5% مس ، 1.5% منیزیم ، 1.0% آهن ، 1.2% نیکل ، 0.2% سیلیکون و 0.1% تیتانیوم است. این آلیاژ برای ساخت پره‎های کمپرسور به کار رفته در موتور جت توسعه یافته بودند. همچنین به عنوان ماده اصلی در ساخت بدنه و بال هواپیمای کنکورد مورد استفاده قرار گرفت.
آلیاژهای بعدی، از جمله R.R.66، در ورق، جایی که که استحکام بالا نیاز بود؛ در فرایند کشش عمیق مورد استفاده قرار می گرفت. این امر با ساخت جت های دارای سرعت بالا پس از جنگ اهمیت بیشتری پیدا کرد، زیرا موضوعاتی از قبیل تراکم پذیری ترانسونیک اهمیت پیدا کردند. اکنون لازم بود که هواپیما دارای بدنه قوی باشند.
R.R.350، یک آلیاژ با قابلیت استفاده در ریختگری ماسه‎ای برای کاربردهای دمای بالا بود که در موتور جت جنرال الکتریک وای جی۹۳ و همچنین در جنرال الکتریک جی‌ئی۴ در نظر گرفته شده بود .